# Tephrolamia borbonica
Tephrolamia borbonica là một loài bọ cánh cứng trong họ Cerambycidae.